# レイチェル・ワルザー
レイチェル・ワルザー（Rachel Walzer、れいちぇる わるざー）は、アメリカ合衆国出身の女優。

## 来歴・人物
バーモント州の国際教育大学で教育学修士課程を修了。1990年に来日し、以後日本で活躍している。1994年から2016年まで青山学院大学で演劇指導をしていた。
アメリカとイスラエルの二重国籍であり、日本での永住権を保有している。声種はアルト。特技は英語、ヘブライ語、日本語。

## 出演

### テレビアニメ
- リトル・チャロ（2008年、ローザ、シャロットおばさん）
- 名探偵コナン ホームズの黙示録（2011年、ダイアナ・キングストン、ウィンブルドンの審判）

### 劇場アニメ
- 名探偵コナン 異次元の狙撃手（2014年、アメリカ人妻）

### バラエティ
- COOL JAPAN〜発掘!かっこいいニッポン〜（ナレーター）
- 3か月英会話
- 東京ストレンジャーズ（ジェニファー）
- Talk & Talk（司会）

### 音声案内など
- 愛知万博 視覚障害者用音声ガイダンス
- NTT 着信音声
- JAL 機内視聴覚エンタメ・チャンネル（ナレーター / DJ）
- 東京モノレール 車内英語アナウンス
- 箱根美術館（音声ガイド）
- 三菱東京UFJ銀行 ATM ロビー音声ガイダンス（ナレーター）
- 森美術館（音声ガイド）

### ラジオ
- エンジョイ・シンプル・イングリッシュ（ナレーション）
- 基礎英語2（カナタさん）
- 実践ビジネス英語（リディア・グレース）

### その他コンテンツ
- ベネッセコーポレーション「こどもちゃれんじ」（声の出演）